# Chamaco II
Pour les articles homonymes, voir Chamaco.
Antonio Borrero Borrero dit « Chamaco II », né le 28 juillet 1972 à Séville (Espagne), est un matador espagnol retiré des arènes.

## Présentation
Fils du torero Chamaco (Antonio Borrero Morano) (surnommé le torero des dames parce qu'il bénéficiait de l'enthousiasme féminin,) et de Carmen Borrero Rodriguez, Chamaco II est né à Séville le 28 juillet 1972. Il débute très jeune, à Huelva le 26 juillet 1988, et aborde directement les novilladas piquées l'année suivante à La Carolina.

## Le style
Après des débuts de novillero extrêmement prometteurs, et après avoir participé à 151 novilladas, il prend l'alternative triomphalement à Nîmes avec un costume que lui avait dessiné Christian Lacroix. Chamaco II se présente comme le torero fou, un peu dans la lignée d'El Cordobés. Il partage l'engouement d'une partie des aficionados avec l'autre novillero vedette : Jesulín de Ubrique. Mais devant des  taureaux de lidia adultes, son comportement original et sa passion flamboyante qui le poussait à toutes les excentricités s'éteint peu à peu. Il essaye alors de toréer de manière plus classique sans convaincre Il disparaît pregressivement des cartels sans avoir annoncé la fin de sa carrière.

### Carrière
- Débuts en public : Santa Ana la Real (Espagne, province de Huelva) le 26 juillet 1988.
- Débuts en novillada avec picadors : La Carolina (Espagne, province de Jaén) le 25 juin 1989 aux côtés de Julio Aparicio et José Rubén. Novillos de la ganadería de Lora Sangrán.
- Alternative : Nîmes (France, département du Gard) le 6 juin 1992. Parrain, Paco Ojeda ; témoin, Fernando Cepeda. Taureaux de la ganadería de Juan Pedro Domecq.
- Confirmation d’alternative à Madrid : 1er mai 1993. Parrain, El Niño de la Capea ; témoin, « Litri ». Taureaux de la ganadería de Alcurrucén.